# Heitsi-Eibib
Heitsi-Heibib, nella mitologia degli ottentotti, è un eroe abile nella caccia, combattimento e nelle arti magiche. 

## Nel mito
Figlio, si dice, di una vacca Morto più volte in combattimento tornò sempre in vita grazie alle sue proprietà magiche, considerato un guerriero imbattibile, vinse il feroce mostro Ga-gorib ("colui che getta giù"). Egli risiedeva sull'orlo di un grande pozzo aspettando che qualcuno giungesse nelle vicinanze, per sfidarlo ad una specie di duello: dovevano gettragli contro delle rocce. Ogni cosa scagliatagli contro tornava sempre contro chi l'avesse scagliata, decretandone la morte. Heitsi-Eibib lo colpì ad un orecchio in un momento in cui la bestia era distratta, questo lo fece cadere nel pozzo.

## Il culto
Viene ancora venerato come mago benevolo.